# Conselleria d'Ocupació de la Generalitat Valenciana
La Conselleria d'Ocupació de la Generalitat Valenciana, també anomenada de Treball, fou un departament o conselleria del Consell Valencià que estigué en funcionament al llarg de diferents etapes.
En matèria d'ocupació, han existit diferents departaments amb competències agrupades amb diferents criteris. En una primera etapa dels governs preautonòmics, fou una conselleria amb rang propi, i tenia el nom de Conselleria de Treball. És a partir de 1982 quan s'agrupa amb Sanitat i Seguretat Social, sent conseller Ángel Luna González. Agrupació que es mantindria fins a 1985 amb la disgregació de Sanitat, ja en l'etapa autonòmica. A partir de la III Legislatura, la conselleria passa a denominar-se de Treball i Afers Socials fins a 1997 (IV Legislatura). En aquest moment s'agrupa amb Industria i Comerç. A la V Legislatura, torna a ocupar rang de Conselleria sent Rafael Blasco Castany el seu responsable. I a partir de 2000 s'integra a la conselleria d'Economia i Hisenda.
Durant el període 2011-2012 les polítiques públiques en matèria d'ocupació i treball es desenvolupen en la nova conselleria d'Educació, Formació i Ocupació que lideren José Císcar en un primer moment, i després Maria José Català. Amb la següent remodelació del Consell aquesta matèria torna a agrupar-se a la conselleria encarregada de la gestió econòmica i dels sectors productius del País Valencià. Això és fins a l'any 2023 quan torna a estar sota el paraigües de la conselleria d'Educació amb José Antonio Rovira al capdavant.

## Llista de Conselleres i consellers
| #                                                                                                  | Legislatura                        | Nom                                | Nom                                | Inici mandat                       | Fi mandat                          | Partit polític                     | Partit polític                     |
| Conselleria de Treball (1978-1982)                                                                 | Conselleria de Treball (1978-1982) | Conselleria de Treball (1978-1982) | Conselleria de Treball (1978-1982) | Conselleria de Treball (1978-1982) | Conselleria de Treball (1978-1982) | Conselleria de Treball (1978-1982) | Conselleria de Treball (1978-1982) |
| -------------------------------------------------------------------------------------------------- | ---------------------------------- | ---------------------------------- | ---------------------------------- | ---------------------------------- | ---------------------------------- | ---------------------------------- | ---------------------------------- |
| 1                                                                                                  | Preautonomia                       |                                    | Joan Lerma i Blasco                | 10 d'abril de 1978                 | 30 de juny de 1979                 |                                    | PSPV                               |
| 2                                                                                                  | Preautonomia                       |                                    | Enric Monsonís Domingo             | 30 de juny de 1979                 | 15 de juny de 1981                 |                                    | UCD                                |
| 3                                                                                                  | Preautonomia                       |                                    | Josep Peris Soler                  | 15 de juny de 1981                 | 5 de setembre de 1981              |                                    | UCD                                |
| Conselleria de Sanitat, Treball i Seguretat Social (1982-1985)                                     |                                    |                                    |                                    |                                    |                                    |                                    |                                    |
| 4                                                                                                  | Preautonomia                       |                                    | Ángel Luna González                | 5 de setembre de 1981              | 28 de juny de 1983                 |                                    | PSPV                               |
| 5                                                                                                  | I                                  |                                    | Miguel Ángel Millana Sansaturio    | 28 de juny de 1983                 | 24 de juliol de 1985               |                                    | PSPV                               |
| Conselleria de Treball i Seguretat Social (1985-1991)                                              |                                    |                                    |                                    |                                    |                                    |                                    |                                    |
| 6                                                                                                  | I, II                              |                                    | Miguel Doménech Pastor             | 24 de juliol de 1985               | 17 de juliol de 1991               |                                    | PSPV                               |
| Conselleria de Treball i Afers Socials (1991-1997)                                                 |                                    |                                    |                                    |                                    |                                    |                                    |                                    |
| 7                                                                                                  | III                                |                                    | Martín Sevilla Jiménez             | 17 de juliol de 1991               | 12 de juliol de 1993               |                                    | PSPV                               |
| 8                                                                                                  | III                                |                                    | Francisco Javier Sanahuja Sanchis  | 12 de juliol de 1993               | 6 de juliol de 1995                |                                    | PSPV                               |
| 9                                                                                                  | IV                                 |                                    | José Sanmartín Esplugues           | 6 de juliol de 1995                | 24 de febrer de 1997               |                                    | PP                                 |
| Conselleria d'Ocupació, Indústria i Comerç (1997-1999)                                             |                                    |                                    |                                    |                                    |                                    |                                    |                                    |
| 10                                                                                                 | IV                                 |                                    | Diego Such Pérez                   | 24 de febrer de 1997               | 23 de juliol de 1999               |                                    | PP                                 |
| Conselleria d'Ocupació (1999-2000)                                                                 |                                    |                                    |                                    |                                    |                                    |                                    |                                    |
| 11                                                                                                 | V                                  |                                    | Rafael Blasco Castany              | 23 de juliol de 1999               | 22 de maig de 2000                 |                                    | PP                                 |
| Dissolta en la Conselleria d'Economia, Hisenda i Ocupació (2000-2011)                              |                                    |                                    |                                    |                                    |                                    |                                    |                                    |
| Dissolta en la Conselleria d'Educació, Formació i Ocupació (2011-2012)                             |                                    |                                    |                                    |                                    |                                    |                                    |                                    |
| Dissolta en la Conselleria d'Economia, Indústria, Ocupació, Turisme i Comerç (2012-2015)           |                                    |                                    |                                    |                                    |                                    |                                    |                                    |
| Dissolta en la Conselleria d'Economia Sostenible, Sectors Productius, Comerç i Treball (2015-2023) |                                    |                                    |                                    |                                    |                                    |                                    |                                    |
| Dissolta en la Conselleria d'Educació, Universitats i Ocupació (2023- )                            |                                    |                                    |                                    |                                    |                                    |                                    |                                    |